# يان وي
يان وي هي منافسة ألعاب القوى صينية، ولدت في 4 أكتوبر 1973.

## وصلات خارجية
- يان وي على موقع الاتحاد الدولي لألعاب القوى (الإنجليزية)